# دانشکده پزشکی دانشگاه آلاباما
دانشکده پزشکی دانشگاه آلاباما (انگلیسی: University of Alabama School of Medicine)، یا دانشکده پزشکی دانشگاه آلاباما در برمینگم، یک دانشکده پزشکی عمومی واقع در برمینگم، آلاباما با پردیس‌های دانشگاهی در هانتسویل، مونتگمری و کالج بهداشت عمومی دانشگاه آلاباما واقع در تاسکالوسا است.